# Gypsy (1962)
Gypsy (bra Em Busca de um Sonho) é um filme estadunidense de 1962, do gênero comédia dramático-biográfico-musical, dirigido por Mervyn LeRoy, com roteiro de Leonard Spigelgass baseado no musical Gypsy: A Musical Fable, de Arthur Laurents, Jule Styne e Stephen Sondheim, por sua vez inspirado na autobiografia de Gypsy Rose Lee, intitulada Gypsy, a Memoir.

## Prêmios e indicações
| Prêmio             | Categoria                         | Recipiente               | Resultado |
| ------------------ | --------------------------------- | ------------------------ | --------- |
| Oscar 1963         | Melhor fotografia                 | Harry Stradling, Sr.     | Indicado  |
| Oscar 1963         | Melhor figurino                   | Orry-Kelly, Howard Shoup | Indicado  |
| Oscar 1963         | Melhor trilha sonora adaptada     | Frank Perkins            | Indicado  |
| Globo de Ouro 1963 | Melhor filme - comédia ou musical | Mervyn LeRoy             | Indicado  |
| Globo de Ouro 1963 | Melhor direção                    | Mervyn Leroy             | Indicado  |
| Globo de Ouro 1963 | Melhor ator - comédia ou musical  | Karl Malden              | Indicado  |
| Globo de Ouro 1963 | Melhor atriz - comédia ou musical | Rosalind Russell         | Venceu    |
| Globo de Ouro 1963 | Melhor atriz - comédia ou musical | Natalie Wood             | Indicado  |

## Sinopse
A vida da dançarina de burlesco Gypsy Rose Lee e os conflitos com sua mãe, Mama Rose.

## Elenco
- Rosalind Russell .... Rose Hovick
- Natalie Wood .... Louise Hovick
- Karl Malden .... Herbie Sommers
- Morgan Brittany .... Baby June
- Ann Jillian .... Dainty June
- Danny Lockin .... Gerry (sem créditos)